# 志位和夫
志位和夫（日语：／ Shii Kazuo；1954年7月29日—），日本左翼政治人物。日本共产党领导人，第5任中央委员会干部会委员长以及第4任日本共產党中央委員会議長，1990年至2000年间曾经担任中央委员会书记局长。